# Artibeus jamaicensis
Artibeus jamaicensis е вид прилеп от семейство Американски листоноси прилепи (Phyllostomidae). Възникнал е преди около 0,0117 млн. години по времето на периода кватернер. Видът не е застрашен от изчезване.

## Разпространение
Разпространен е в Ангуила, Антигуа и Барбуда, Аруба, Барбадос, Бахамски острови, Белиз, Британски Вирджински острови, Гваделупа, Гватемала, Гренада, Доминика, Доминиканска република, Еквадор, Колумбия, Куба, Мартиника, Мексико, Монсерат, Никарагуа, Панама, Пуерто Рико, Салвадор, Сейнт Винсент и Гренадини, Сейнт Китс и Невис, Сейнт Лусия, Тринидад и Тобаго, Хаити, Хондурас и Ямайка.

## Описание
На дължина достигат до 7,8 cm, а теглото им е около 43,6 g. Имат телесна температура около 36,4 °C.
Продължителността им на живот е около 10 години. Популацията на вида е стабилна.